# 瑪格麗特·莫爾斯沃斯
瑪格麗特·莫爾斯沃斯（英語：Maud Margaret 'Mall' Molesworth，1894年10月18日—1985年7月9日），澳大利亞女子網球運動員，於昆士蘭省出生，是首屆（1922年）澳大利亞網球公開賽女子組別的冠軍，並於1923年成功衛冕。她於1972年獲頒予大英帝國獎章，並於2022年獲追封為澳大利亞網球名人堂的成員。